# حمام بزرگ (موهنجودارو)

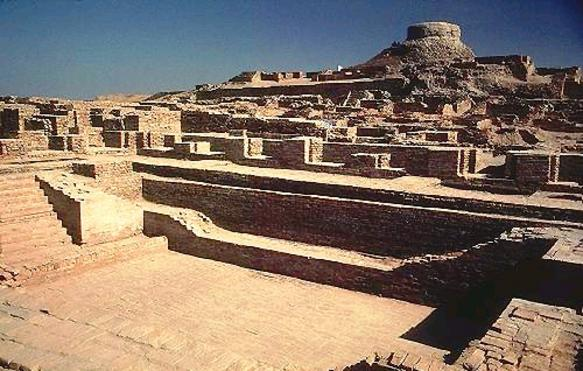
حمام بزرگ در سال ۱۹۲۶ حین حفاری‌های باستان‌شناسی پیدا شد.

حمام بزرگ یکی از شناخته شده‌ترین سازه‌ها در میان خرابه‌های تمدن هاراپا است که در موهنجودارو واقع در استان سند پاکستان کاوش شده است. شواهد باستان‌شناسی نشان می‌دهند حمام بزرگ در هزاره سوم پیش از میلاد، بلافاصله پس از ایجاد تپهٔ «قلعه» که روی آن قرار دارد، ساخته شده است.

## ویژگی‌ها

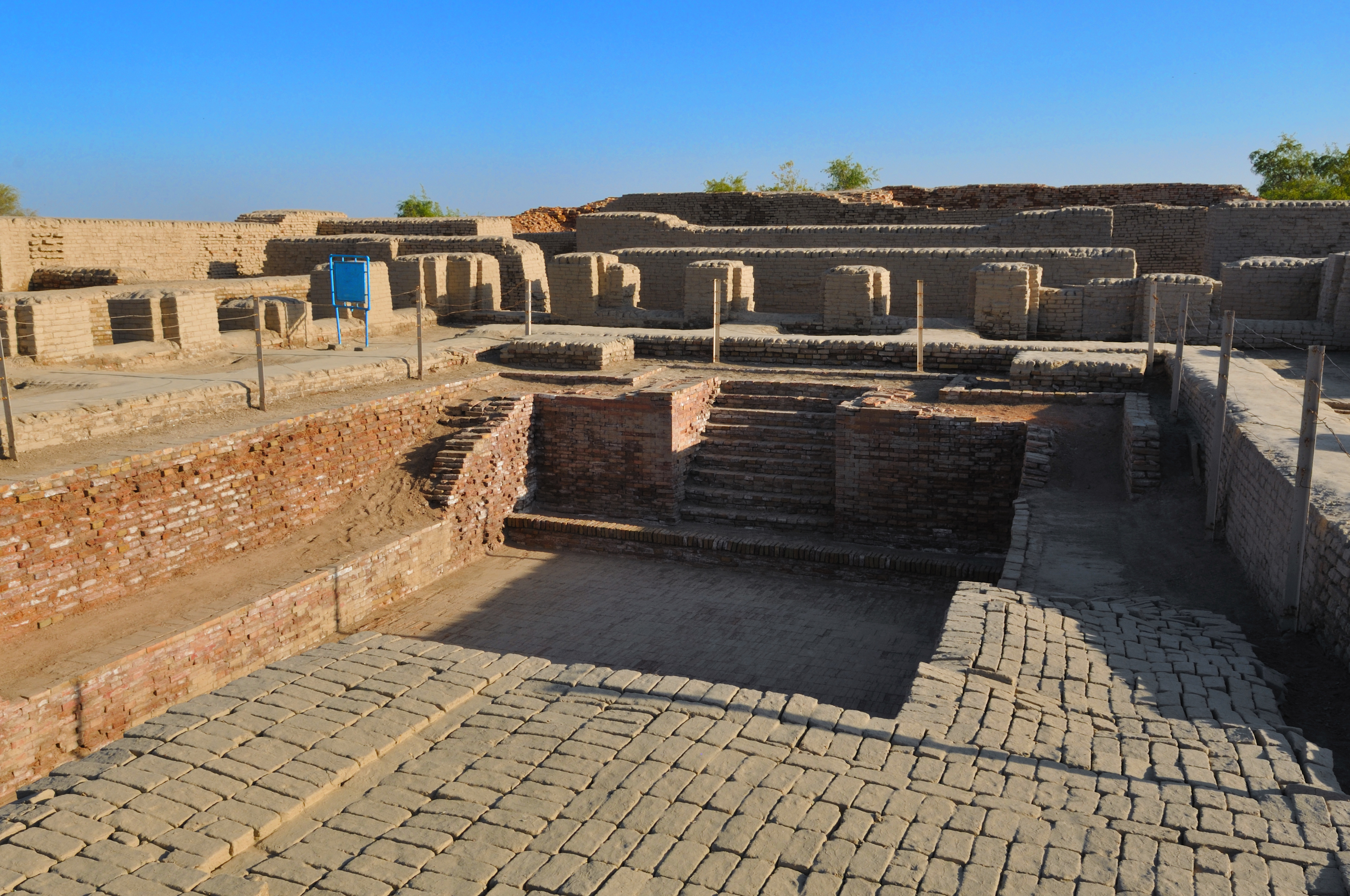
نمایی دیگری از حمام بزرگ

حمام بزرگ موهنجو-دارو به عنوان «قدیمی‌ترین مخزن آب عمومی جهان باستان» شناخته می‌شود. اندازه آن تقریباً دوازده در هفت متر، با حداکثر عمق دویست و چهل سانتی‌متر است. دو راه پله عریض، یکی از شمال و دیگری از جنوب، راه ورود به سازه بوده‌اند. یک تاقچهٔ صد و چهل سانتی‌متری که تمام امتداد حمام را در بر می‌گیرد، زیر این پله‌ها قراردارد. کف شیب دار به یک خروجی کوچک در گوشهٔ جنوب غربی مخزن منتهی می‌شود که زهکشی قوس دار را به هم متصل می‌کند و آب مصرف‌شده را به خارج از حمام هدایت می‌کند.

کف آب‌انبار به دلیل آجرهای ظریفی که دقیق در جای خود چیده شده‍بودند و لبه‌هایشان گچ گرفته شده‌بودند ضدآب بود. دیوارهای جانبی نیز به روشی مشابه ساخته شده‌بودند. برای آب‌بندی بیشتر مخزن، یک لایه قیر ضخیم (قیر ضدآب) در کناره‌های آب‌انبار و احتمالاً روی زمین کشیده شده‌بود. ستون‌های آجری در لبه‌های شرقی، شمالی و جنوبی کشف شده‌اند. ستون‌های حفظ شده دارای لبه‌های پلکانی بودند که احتمالاً صفحه‌های چوبی یا قاب‌های پنجره را در خود جای می‌دادند. دو در بزرگ از سمت جنوب به داخل مجموعه راه دارند. راه‌های دیگر از سمت شمال و شرق بوده‌اند. مجموعه‌ای از اتاق‌ها در امتداد لبهٔ شرقی ساختمان قرار داشتند و در یک اتاق چاهی وجود داشت که احتمالاً مقداری از آب مورد نیاز برای پر کردن مخزن را تأمین می‌کرد. آب باران نیز احتمالاً برای این منظور جمع‌آوری می‌شد، اما هیچ زهکشی ورودی پیدا نشده است. حمام ممکن است دارای یک حوض دراز برای حمام با آجرهای ضدآب بوده‌باشد.
«بیشتر محققین متفق‌القول‌اند که این آب‌انبار برای اعمال مذهبی خاص کاربرد داشته است که در آن از آب برای تصفیه و تجدید سلامتی استحمام‌کنندگان استفاده می‌شده است. این نشان‌دهندهٔ اهمیتی است که از زمان‌ها بسیار قدیم به حمام کردن تشریفاتی در آب‌انبارهای مقدس، استخرها و رودخانه‌ها داده شده است.» جی ام کنویر

### انجمن روحانیون
ساختمان بزرگی آن سوی خیابانی که حمام بزرگ در آن قراردارد، با چندین اتاق و سه ایوان و دو راه پله به پشت بام و یک طبقهٔ بالایی وجود داشته است. با توجه به وسعت و نزدیکی به حمام بزرگ، این بنا موقتاً به عنوان خانهٔ روحانیون نامیده و به عنوان «انجمن روحانیون» مشخص شده است.

## عکس‌ها

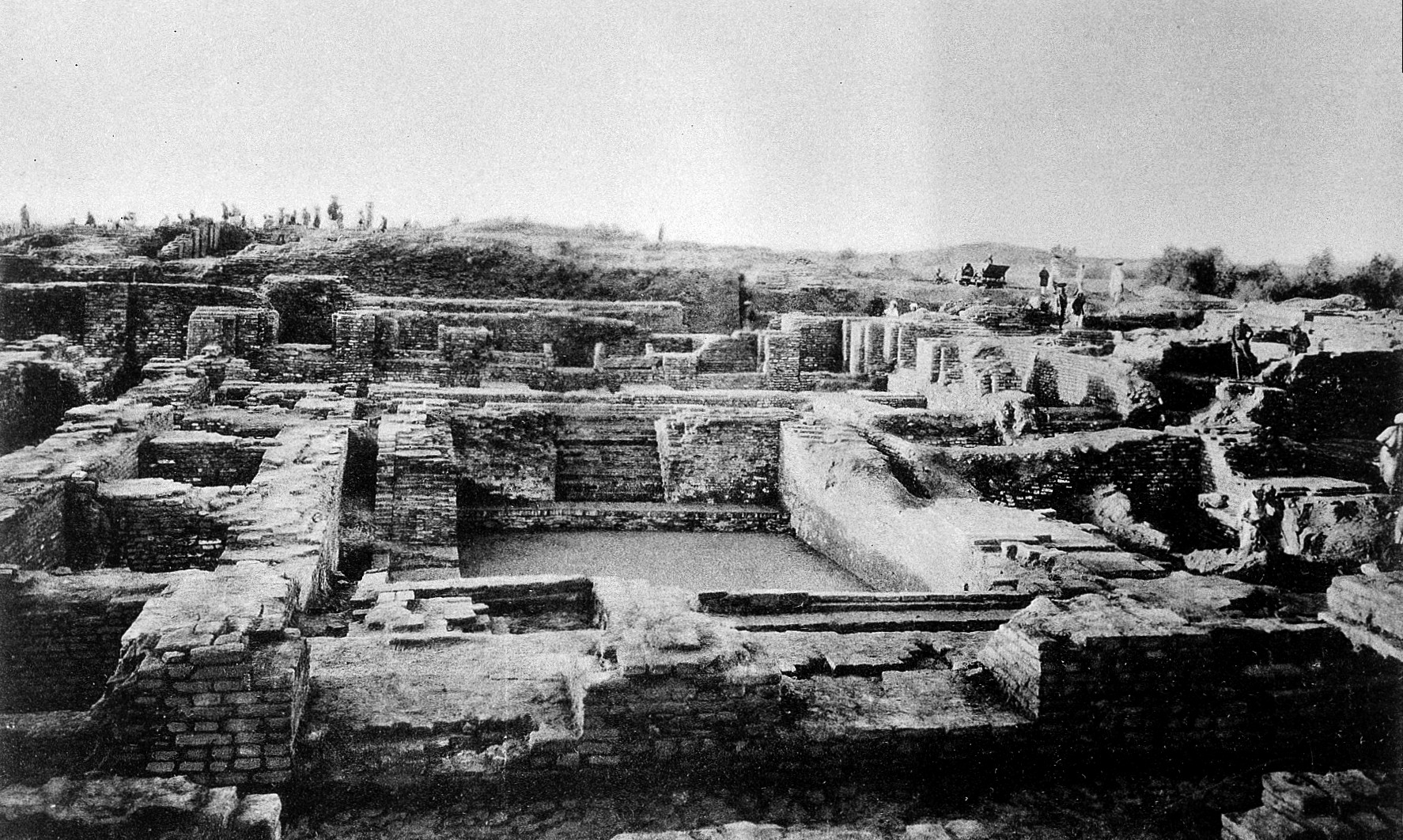
در جریان اکتشافات باستان‌شناسی ۱۹۲۲-۱۹۲۷
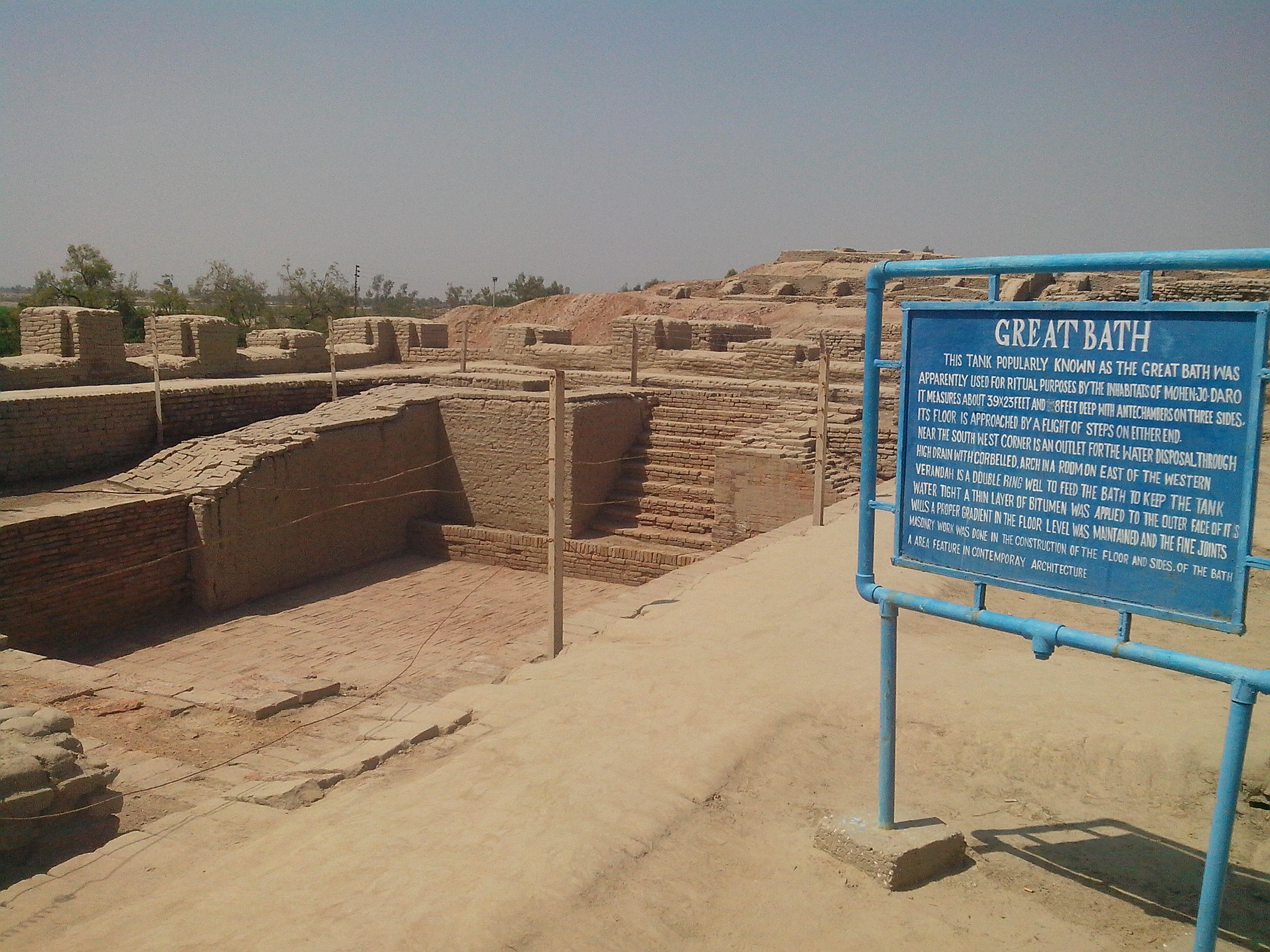
تابلوی اکتشافی
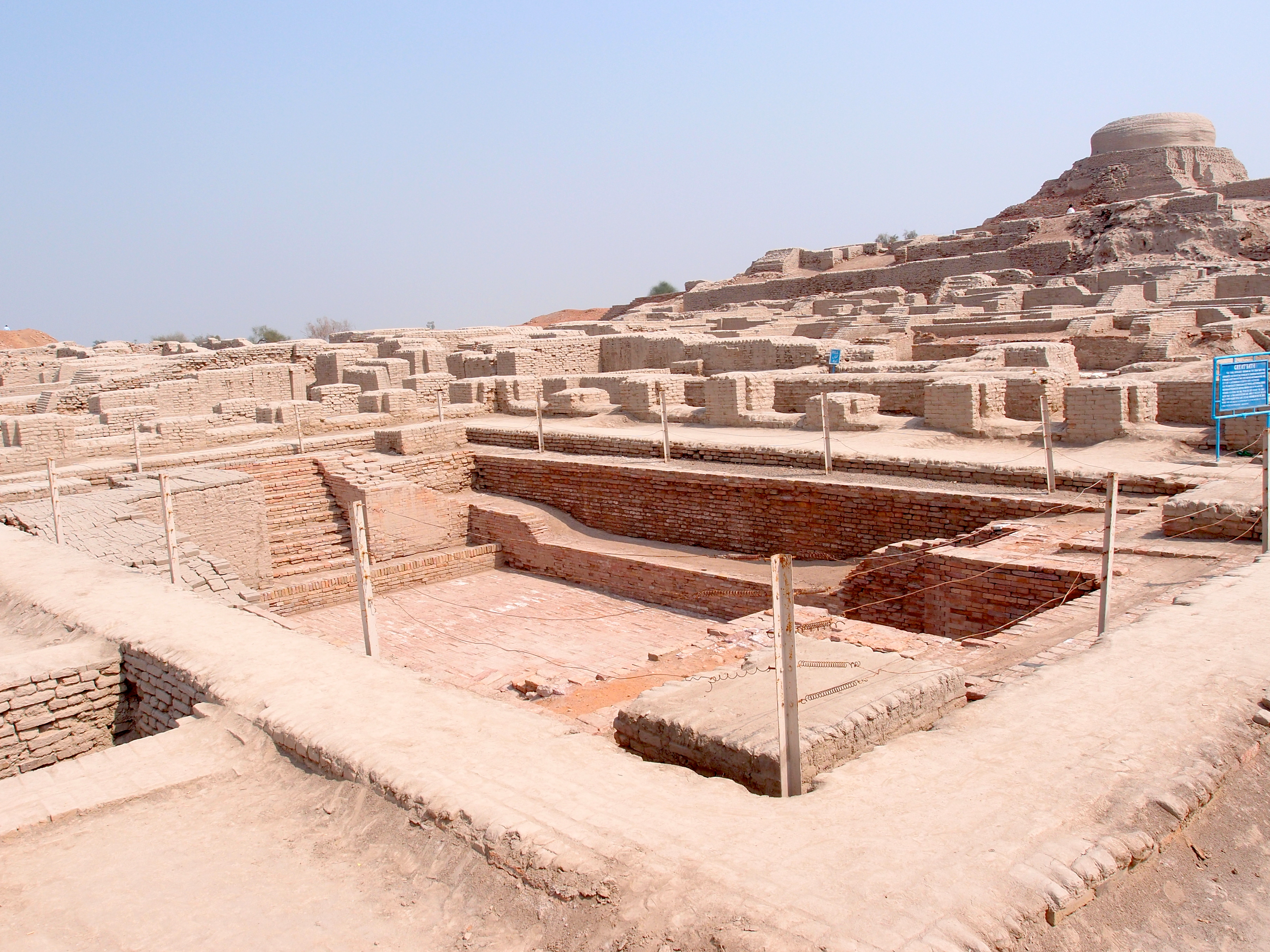
نمای کلی
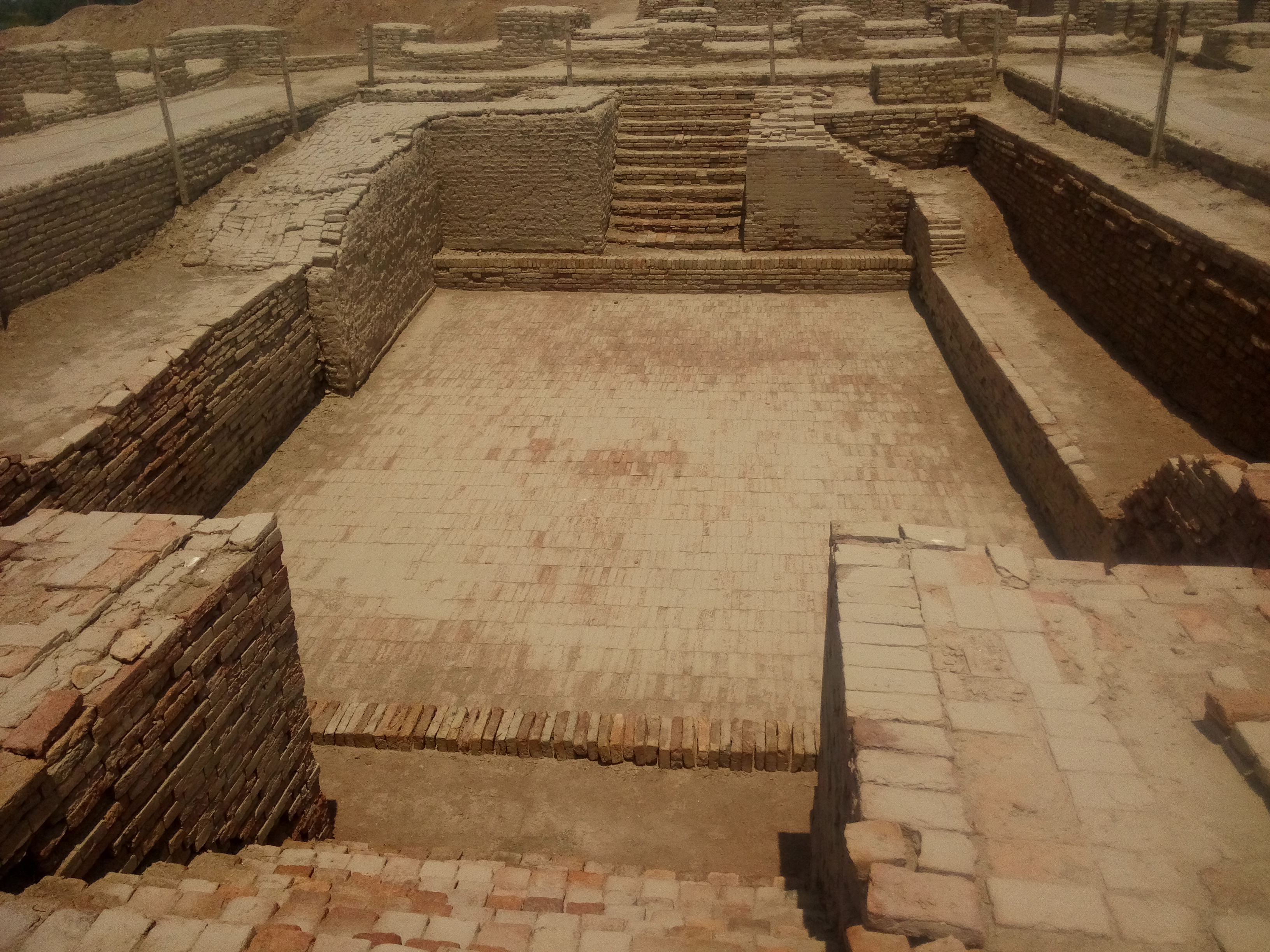
نمایی از استخر با دو پلکان
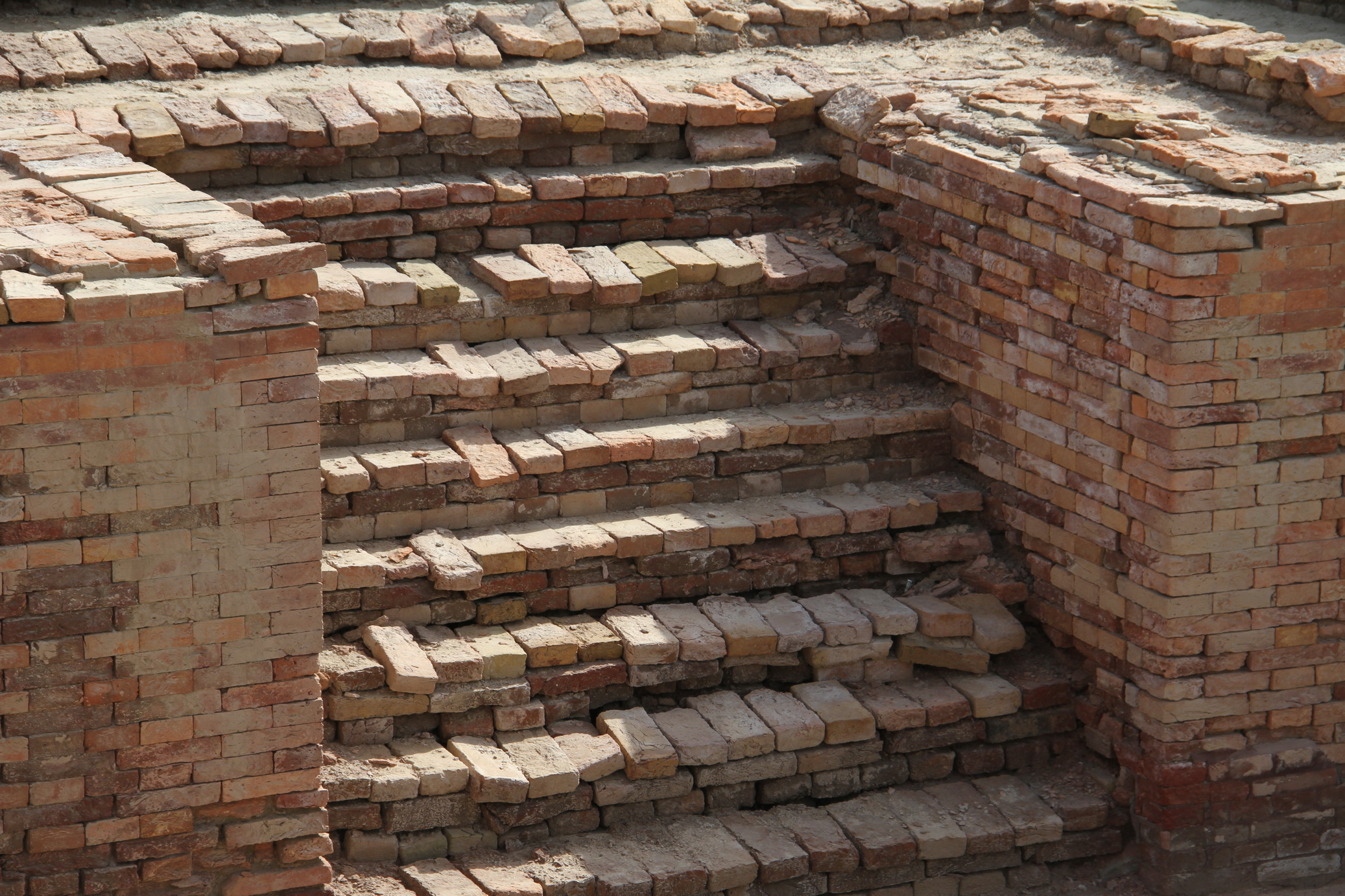
پلکان
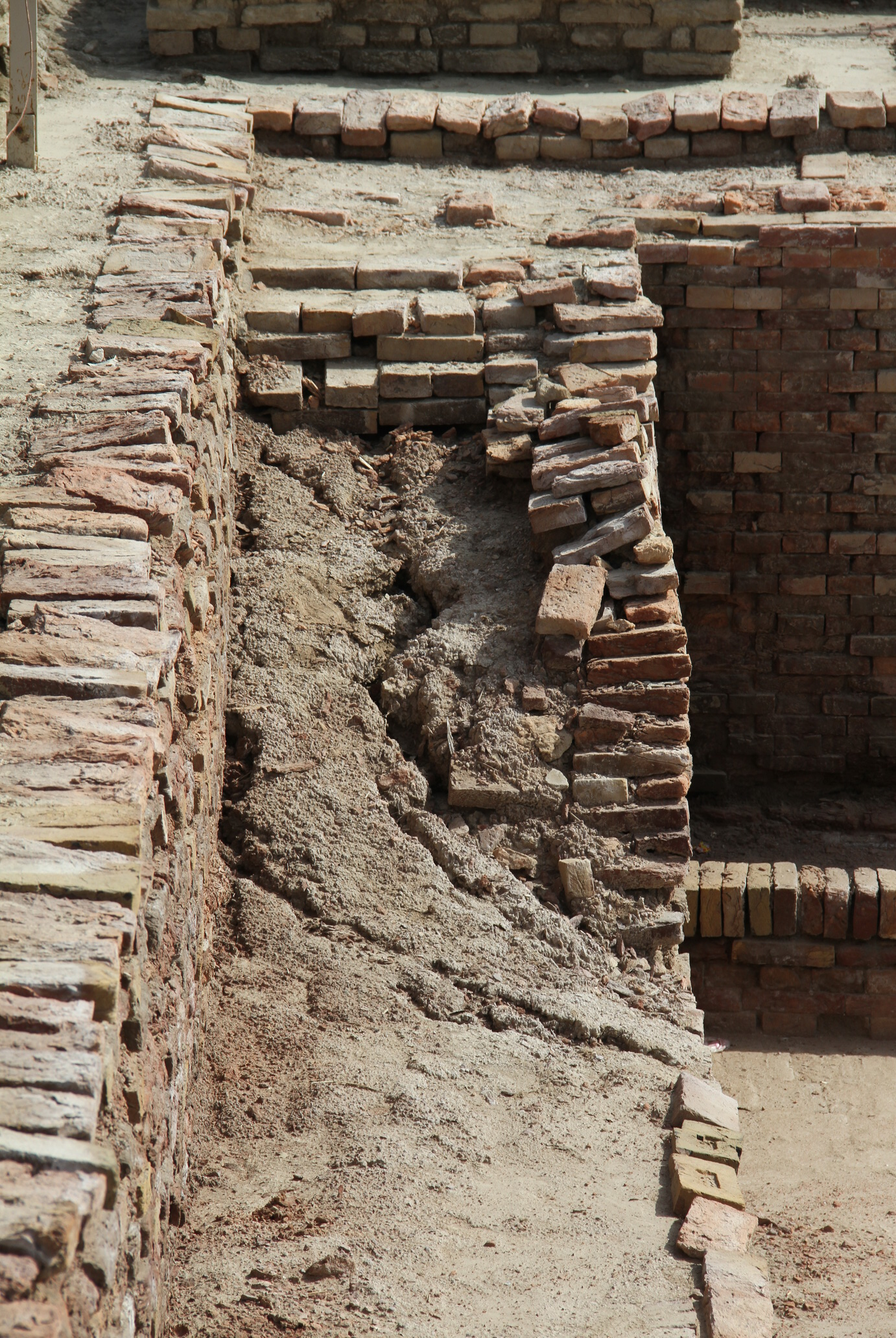
جزئیات بنایی

## کتابشناسی
- Kenoyer, Jonathan Mark. Two sets of indexed images: Mohenjo-daro!, 103 slides. See "Great Bath, SD Area", slides 23-32; and Around the Indus in 90 Slides, introduction and slides 8-9 & 12. 1995–2022. Accessed 2 July 2012, re-accessed 11 July ۲۰۲۲.